# Боровая Ингала
Боровая Ингала (
сибирскотат. 
Йегәнле) — река в России, протекает в Ингальской долине (юг Тюменской области), выше села Липиха называется Горлянка. Устье реки находится в 11 км от устья Исети по правому берегу. Длина реки составляет 91 км, площадь водосборного бассейна — 581 км².

## Этимология
Название реки происходит от татарского Йегәнле — «камышовая».

## Данные водного реестра
По данным государственного водного реестра России относится к Иртышскому бассейновому округу, водохозяйственный участок реки — Исеть от впадения реки Теча и до устья, без реки Миасс, речной подбассейн реки — Тобол. Речной бассейн реки — Иртыш.
Код объекта в государственном водном реестре — 14010501112111200004122.